# Toma de Carúpano
La Toma de Carúpano fue una operación anfibia de la primera Expedición de los Cayos, en la que las fuerzas expedicionarias de Bolívar derrotaron la guarnición española de la ciudad de Carúpano, al mando de Antonio Martínez de Pinillos, y tomaron la ciudad.

## Hechos
La expedición había zarpado de la isla de Margarita el 25 de mayo y tras seis días de navegar en contra de fuertes corrientes llegó el 1 de junio en frente de la ciudad de Carúpano, el punto elegido para efectuar el desembarco en el continente.
La escuadrilla anclo a la vista de la batería Santa Rosa donde flameaba la bandera española. Mientras la escuadra dirigía su bombardeo a la playa y el centro de Carúpano, las fuerzas al mando del general Manuel Piar y el coronel Carlos Soublette atacaron el flanco izquierdo de la ciudad tomando en poco tiempo las fortificaciones que la defendían. La batalla duró unas dos horas sin registrarse pérdidas entre los patriotas. Bolívar proclama la abolición de la esclavitud para después seguir a Ocumare de la Costa.